# Стрельников Костянтин Вікторович
Костянтин Вікторович Стрельников (рос. Константин Викторович Стрельников; нар. 31 січня 1976, Кумертау, Башкирська АРСР, РРСФР, СРСР) — російський актор театру, кіно та телебачення.

## Життєпис
Костянтин Стрельников народився 31 січня 1976 року в Кумертау. У шкільні роки займався в театральній студії. Після школи вступив на кафедру режисури та майстерності актора театрального факультету Уфимської театральної академії, яку закінчив у 1998 році. 
З 1996 по 2000 рік працював актором Державного академічного російського драматичного театру Республіки Башкортостан. Після чого вступив у Російський інститут театрального мистецтва, який закінчив у 2003 році, курс Сергія Проханова. 
У 2003-2005 роках — актор Театрі Місяця під керівництвом Сергія Проханова. 
Кінедебют Костянтина Стрельникова відбувся у 2001 році, він зігравши епізодичну роль в телесеріалі «Під Полярною зіркою».

## Особисте життя
Восени 2011 року Костянтин Стрельников одружився з білоруською акторкою Поліною Сиркіною, з якою познайомився у 2010 році під час фільмування телесеріалу «Опівдні на пристані». Влітку 2015 року подружжя розлучилося.

## Фільмографія
| Рік       |   | Українська назва                   | Оригінальна назва                   | Роль                                                             |
| --------- | - | ---------------------------------- | ----------------------------------- | ---------------------------------------------------------------- |
| 2019      | с | Канцелярський щур. Великий переділ | Канцелярская крыса. Большой передел | Андрій Вершинін, майор                                           |
| 2018      | с | Канцелярський щур.                 | Канцелярская крыса.                 | Андрій Вершинін, майор                                           |
| 2018      | с | Жінка з минулим                    | Женщина с прошлым                   | Валентин                                                         |
| 2018      | с | Поза грою                          | Вне игры                            | «Виноград»                                                       |
| 2018      | ф | Блискуча кар'єра                   | Блестящая карьера                   | Сергій Анісімов, кардіолог                                       |
| 2017      | с | Старенькі в бігах                  | Старушки в бегах                    | Родіон                                                           |
| 2017      | с | Перехрестя                         | Перекрёсток                         | Анатолій Залеський, чоловік Олени                                |
| 2017      | с | Сплячі                             | Спящие                              | Олег Соколов                                                     |
| 2017      | с | Кохаю тебе будь-яку                | Люблю тебя любую                    | Микола Сєдов                                                     |
| 2016      | с | Лист Надії                         | Письмо надежды                      | Костя, другий чоловік Віри                                       |
| 2015      | с | Відділ                             | Отдел                               | Нємов                                                            |
| 2015      | с | Погоня за минулим                  | Погоня за прошлым                   | Сергій Юров                                                      |
| 2014      | с | Розіграш                           | Розыгрыш                            | Олег                                                             |
| 2014      | с | Професіонал                        | Профессионал                        | В'ячеслав Циган, майор ФСБ                                       |
| 2014      | с | Метеорит                           | Метеорит                            | Андрій Жаров, оперуповноважений                                  |
| 2014      | с | Вітер в обличчя                    | Ветер в лицо                        | Григорій Вересов                                                 |
| 2014      | ф | Апостол. Батьківський інстинкт     | Апостол. Отцовский инстинкт         | Олексій Реутов, начальник охорони Апостола                       |
| 2013      | с | Бомбило. Продовження               | Бомбила. Продолжение                | Олег Макаров, кілер                                              |
| 2013      | с | Ейнштейн. Теорія кохання           | Эйнштейн. Теория любви              | Роберт Оппенгеймер                                               |
| 2012      | с | Стань мною                         | Стань мной                          | Микита, головна роль                                             |
| 2012      | ф | Повернення                         | Возвращение                         | Корчагін, начальник служби безпеки Смирнова                      |
| 2012      | с | Брат за брата-2                    | Брат за брата-2                     | Віктор Дьомін, майор, співробітник карного розшуку, головна роль |
| 2011—2012 | с | Закрита школа                      | Закрытая школа                      | Дмитро Каверін (Кубик-Рубік), вчитель математики                 |
| 2011      | ф | Висоцький. Дякуємо, що живий       | Высоцкий. Спасибо, что живой        | Юрій, співробітник КДБ                                           |
| 2011      | с | Золоті небеса                      | Золотые небеса                      | Андрій Кротов, оперуповноважений                                 |
| 2011      | с | Опівдні на пристані                | В полдень на пристани               | Кирило, головна роль                                             |
| 2010      | ф | Жити                               | Жить                                | Олег                                                             |
| 2010      | с | Лікар                              | Врач                                | Юрій Говоров, оперативник, головна роль                          |
| 2010      | ф | Зайцев, пали! Історія шоумена      | Зайцев, жги! История шоумена        | епізодична роль                                                  |
| 2010      | с | Одного разу в міліції              | Однажды в милиции                   | Вікторе Бухтєєв, капітан                                         |
| 2010      | с | Брат за брата                      | Брат за брата                       | Віктор Дьомін, майор, співробітник карного розшуку, головна роль |
| 2009      | с | Дикий                              | Дикий                               | лікар                                                            |
| 2009      | ф | Стрибок Афаліни                    | Прыжок Афалины                      | Сергій Матвєєв, підполковник, головна роль                       |
| 2009      | с | Година Волкова-3                   | Час Волкова-3                       | Стас Кривич                                                      |
| 2008      | с | Далі буде                          | Продолжение следует                 | Кирило Медведєв                                                  |
| 2008      | с | Знахар                             | Знахар                              | Белянчіков, майор                                                |
| 2008      | с | Річка-море                         | Река-море                           | Штайнер, директор музею                                          |
| 2007      | ф | Заповіт Леніна                     | Завещание Ленина                    | нквсівець                                                        |
| 2007      | с | Колишня                            | Бывшая                              | Макс                                                             |
| 2007      | ф | Секунда до...                      | Секунда до...                       | Олег                                                             |
| 2006      | ф | Просто пощастило                   | Просто повезло                      | епізодична роль                                                  |
| 2006      | с | Парадиз                            | Парадиз                             | епізодична роль                                                  |
| 2006      | с | Полювання на генія                 | Охота на гения                      | епізодична роль                                                  |
| 2006      | ф | Бумер. Фільм другий                | Бумер. Фильм второй                 | оперативник                                                      |
| 2005      | с | Аеропорт                           | Аэропорт                            | наркокур'єр                                                      |
| 2005      | с | Олександрівський сад               | Александровский сад                 | епізодична роль                                                  |
| 2005      | ф | Мріяти не шкідливо                 | Мечтать не вредно                   | Соболь                                                           |
| 2005      | с | Шахраї                             | Мошенники                           | епізодична роль                                                  |
| 2005      | ф | Парниковий ефект                   | Парниковый эффект                   | епізодична роль                                                  |
| 2005      | с | Доктор Живаго                      | Доктор Живаго                       | секретар                                                         |
| 2005      | с | Підступи кохання                   | Происки любви                       | Сергій Нікітін                                                   |
| 2005      | с | Солдати-3                          | Солдаты-3                           | епізодична роль                                                  |
| 2004      | ф | Особистий номер                    | Личный номер                        | епізодична роль                                                  |
| 2004      | с | Московська сага                    | Московская сага                     | епізодична роль                                                  |
| 2003      | с | Пасажир без багажу                 | Пассажир без багажа                 | Олег                                                             |
| 2001      | с | Під Полярною зіркою                | Под Полярной звездой                | епізодична роль (немає у титрах)                                 |